# Долина ружа (Бугарска)
Долина ружа је подручје између Старе планине и Средње горе, у централној Бугарској, познато по вишевековном гајењу ружа.

## Природни услови
Територија испод венца Балканских планина је због климатских одлика, али и специфичности земљишта и рељефа, идеална за гајење ружа, али и других врста цвећа. Планине пружају заштиту од неповољних ветрова, а разграната мрежа речица и потока снабдева је водом. Предност чине и велике количине кише током пролећних месеци. Зиме су углавном благе. Земљиште садржи примесе песка и шљунка; а присутни су и алувијални типови земљишта настали таложењем материјала који наносе реке.

## Руже
Назив „Бугарска ружа“ подразумева посебну сорту – ружу „Дамасцену“. Ова врста је хибридна – настала је од галске и мускатне руже. Расте као листопадни грм неправилног облика, максималне висине 2,2 м. Стабљика је покривена чврстим трњем и длачицама, а листови су перастог облика, са 5-7 листића. Боја цветова се креће од светлорозе, преко средње розе до светлоцрвене.
Ружа „Дамасцена“ води порекло из Дамаска у Сирији, одакле је пренета у Европу.  реф 3 

## Историја
Узгој ружа има дугачку традицију. Према старим хроникама, прве руже су у Тракију донели војници Александра Великог. У свом тракту „Познавање природе“, Плиније Млађи (61-113. године) описује више од 20 врста ружа, а осим њихових имена помиње им и порекло. Једна од описаних ружа је и Тракијска ружа. Највероватније потиче из Персије, где је расла као дивље дрво. Још су древни Асирци, Вавилонци, Индијци, Кинези, Перзијанци, Египћани прерађивали цветове руже и производили ароматична уља, мирисе, вино, чај и лекове. Данас се само у три државе на свету гаји ова врста ружа: у Бугарској, Турској и у малим количинама, у Мароку.  
У Бугарској је засађено око 3500 ха под ружама. У Казанлаку, који је центар ове области,  још је 1907. године основан Институт за руже и етерично-уљне културе.  
Ружино уље се чува у посебној „банци“, у трезору, у Софији. Скупоцена течност се транспортује у посебним месинганим посудама, увијеним у платно. Отвор се затвара печатним воском; печат је направљен 1934. године и само је један такав, а чува се у посебном трезору. Ово се све спроводи ради онемогућавања фалсификата.   реф 4 

## Музеј ружа
Музеј ружа је основан 1984. године, уз подршку Музеја историје из Казанлака, центра региона. Налази и експонати су смештени у три хале, и обухватају оригиналне документе и фотографије о гајењу ружа од 18-20. века. Изложени су предмети и алати који се користе у гајењу ружа, чувању и превозу ружиног уља и мириса.  реф 1 
Ружино уље се производи дестилацијом ружиних латица. Прве дестилерије су биле поред река и састојале су се од 3,4 или више казана. Традиционалан казан се састојао од два дела: самог казана са две дршке и поклопца. Казан је био у облику левка, како би се поспешило испаравање течности. Захваљујући свом искуству, бугарски произвођачи су развили процес дупле дестилације, којим се повећава количина екстраховане течности. реф 3 
У етнографском комплексу „Дамасцена“  који се налази се надомак града Павел Бања, могу се видети мала радионица за добијање ружиног уља, музејска збирка, механа, ружичњак са десетинама декоративних ружа. реф 2 

## Брање ружа
Сваког маја организује се традиционални Фестивал ружа. Ружоберачке, како Бугари зову жене које обично читав свој радни век проведу у пољима ружа, носе народне ношње, по цео дан се игра и пева, одржавају се карневали, избор краљице ружа.
Међутим, Фестивал је тек припрема за тежак рад који предстоји. Чим се туристичка атракција оконча, почиње „права“ берба. То је увек рано ујутру, када се отварају латице ружа. Некада су се носиле корпе од прућа за скупљање цвећа, данас су то пластични џакови. За само литар ружиног уља неопходно је убрати 4 тоне латица. Са бугарских поља се годишње добије 600 литара уља, које произвођачи парфема плаћају и по неколико хиљада евра за литар. реф 7 
Према неким подацима Бугарска годишње извезе од 1,2 до 2 т ружиног уља, а рекордно висока цена забележена је 2013. године – 7200 евра/кг. реф 3 

## Производи од ружа
Ружино уље користи се првенствено за парфеме и козметичку индустрију (креме, сапуни, уља за масажу, уља за ароматерапију, тоници за негу коже), али производи се и мед, ружино слатко, ратлук, ликер и ракија.  реф 2 